# 張鎔麒
張鎔麒（1987年8月7日—），中華民國政治人物，中國國民黨籍，曾參選立法委員，2024年獲盧秀燕邀請擔任臺中市政府10職等參議。為雲林張派家族成員，其父為前雲林縣長張榮味，姑姑為現任雲林縣長張麗善，姊姊為現任立法委員張嘉郡。

## 家族
- 張榮味：其父親，張派掌門人，中國國民黨籍，曾任雲林縣長、雲林縣議長、臺灣省商業會理事長。
- 張麗善：其姑姑，中國國民黨籍，現任雲林縣長，曾任立法委員。
- 張嘉郡：其姊姊，中國國民黨籍，現任立法委員。
- 張永成：其姑丈，現任中華民國農會總幹事[4]。
- 張啟盟：其叔叔，擔任台灣區農業合作社全國聯合社理事主席。

## 選舉紀錄
| 年度 | 選舉屆數           | 選舉區           | 所屬政黨   | 得票數 | 得票率 | 當選標記 | 備註 |
| ---- | ------------------ | ---------------- | ---------- | ------ | ------ | -------- | ---- |
| 2016 | 第九屆立法委員選舉 | 雲林縣第一選舉區 | 中國國民黨 | 69,614 | 42.80% |          |      |

## 外部連結
- 張鎔麒的Facebook專頁
- YouTube上的張鎔麒頻道
- 臺灣選舉資料庫 張鎔麒 中國國民黨籍 （页面存档备份，存于）